# Auditorio de Tenerife
Auditorio de Tenerife "Adán Martín" (običajno imenovan Auditorio de Tenerife) je avditorij v Santa Cruz de Tenerife na Kanarskih otokih v Španiji. Zasnoval ga je arhitekt Santiago Calatrava in stoji na aveniji ustave v kanarskem glavnem mestu in ob Atlantskem oceanu v južnem delu pristanišča Santa Cruz de Tenerife. Gradnja se je začela leta 1997 in je bila dokončana leta 2003. Avditorij je bil slavnostno odprt 26. septembra istega leta v prisotnosti Felipeja, princa Asturijskega, kasneje pa ga je obiskal nekdanji predsednik ZDA Bill Clinton. Stavba je uokvirjena v načelih pozne moderne arhitekture poznega 20. stoletja.
Veličasten profil avditorija je postal arhitekturni simbol mesta Santa Cruz de Tenerife, otoka Tenerife in Kanarskih otokov. Velja tudi za najboljšo sodobno stavbo na Kanarskih otokih in eno najbolj simboličnih stavb španske arhitekture. Marca 2008 ga je pošta vključila v komplet šestih znamk (Correos), ki prikazujejo najbolj simbolična dela španske arhitekture. Leta 2011 je bila podoba avditorija Tenerife vključena v serijo spominskih kovancev za 5 evrov, ki prikazujejo najbolj simbolne simbole več španskih mest. Je ena glavnih znamenitosti Tenerifa in dom Orquesta Sinfónica de Tenerife (Simfonični orkester Tenerife).

## Zgodovina
Že leta 1970 je prišlo do dogovora, da se nadaljuje z oblikovanjem avditorija za otoke. Lokacija v El Ramonalu je bila odobrena leta 1977. Leta 1978 so bili zbrani predlogi za načrtovanje. Projekt se je strinjal z imenovanjem arhitekta Antonia Fernándeza Albe. Kasneje, leta 1985, je bila lokacija avditorija prestavljena v El Chapatal.
Leta 1987 je bil razkrit končni dizajn Antonia Fernándeza Albe v sodelovanju z Vicentejem Saavedro in Javierjem Díazom Llanosom. Vendar je kmalu zatem prišlo do konceptualnega premika glede tipa stavbe in vlada je projekt opustila.
Leta 1989 je vlada začela pogovore z arhitektom Santiagom Calatravo, ki je postal projektni arhitekt. Leta 1991 je Calatrava javno predstavil svoj dizajn. Takrat naj bi stavba stala na koncu Avenida Tres de Mayo.
Leta 1992 je vlada ustanovila Komisijo za nadzor in nadzor nad gradnjo avditorija. Leta 1996 se je Komisija preselila na obmorsko lokacijo, grad sv. Janeza Krstnika.
Polaganje temeljev in gradnja sta se končno začela leta 1997, dvajset let po prvi odobritvi. Leta 1997 so začeli z zemeljskimi posegi na končni lokaciji. V letu 2001 je bilo nameščenih 17 večjih kovinskih plošč, ki tvorijo plašč. Leta 2002 so bili končani betonski in zunanji beli trencadni omet. Zapletena konstrukcija je zahtevala specializirana orodja. Velik del površine je pokrit z belimi trencadi, z barvitimi trencadi kot dekorativnimi elementi v podpornih stenah trga, na katerem stoji stavba.
Prvotni proračun za gradnjo je znašal 30 milijonov evrov, 33 let kasneje pa je celotna poraba znašala 72 milijonov evrov.

### Inavguracija
Avditorij Tenerife je uradno odprl princ Asturije Felipe de Borbón (sin španskega kralja) 26. septembra 2003 v spremstvu svoje matere kraljice Sofije. Otvoritveni koncert je bil Fanfarria Real Krzysztofa Pendereckega in so ga pokrili mediji z vsega sveta, vključno s časopisi, kot so The New York Times, Financial Times, The Independent, pariški Le Monde in italijanski Corriere della Sera ter mednarodne revije kot so Elle Decoration, Architecture Today in Marie Claire Maison.

### Obisk Billa Clintona
Avditorij je obiskal nekdanji predsednik ZDA Bill Clinton, ki je Tenerife obiskal julija 2005, da bi se udeležil konference o vlogi otoka kot dela Tenerife Atlantic Logistics Platform. To je bil prvi obisk nekdanjega predsednika ZDA na Kanarskih otokih.

### Sprememba imena
28. januarja 2011 je Cabildo de Tenerife odobril predlog za preimenovanje stavbe v Auditorio de Tenerife Adán Martín v spomin na predsednika Kanarskih otokov Adána Martína Menisa, ki je bil gonilna sila za izgradnjo avditorija v času, ko je bil predsednik Cabildo Insular de Tenerife (1987-1999). Vendar so bili številni državljani in mediji proti spremembi imena. Kljub spremembi imena avditorija večina prebivalstva stavbo še naprej imenuje Auditorio de Tenerife.

## Stavba
Auditorio de Tenerife stoji v osrednjem delu mesta Santa Cruz de Tenerife, v bližini Avenije ustave, Parque Marítimo César Manrique in pristanišča Santa Cruz de Tenerife. Avditorij je v bližini tramvajske postaje Tenerife.
V bližini avditorija stojita Torres de Santa Cruz, ki sta najvišji stavbi na Kanarskih otokih in najvišja stanovanjska stavba v Španiji do leta 2010. Avditorij in stolpa so najbolj prepoznavne in največkrat fotografirane stavbe v mestu. Stavba stoji na parceli velikosti 23.000 m², od tega avditorij zavzema 6471 m², razdeljen na dve komori. Glavna dvorana ali Simfonija, okronana s kupolo, ima 1616 sedežev v amfiteatru. Njen oder je širok 16,5 m in globok 14 m. Z obeh strani jame izvirajo orgelske cevi, ki jih je zasnoval svetovno znani virtuoz Jean Guillou in postavil Albert Blancafort (ki je sodeloval tudi pri gradnji orgel v stolnici Alcala de Henares in Auditorio Alfredo Kraus na Gran Canarii). Avditorij se razlikuje od tradicionalnih zasnov, ker poskuša poslušalca obdati z viri zvoka.
Komorna dvorana s 422 sedeži povzema amfiteater simfonične dvorane v pomanjšanem merilu. V avli, dostopni z dveh strani stavbe, so tiskovna soba, trgovina in kavarna. Stavba ima tudi ducat individualnih garderob, pa tudi prostorov za friziranje, ličenje, kostumiranje itd. Zunanjost ima dve terasi s pogledom na morje.
Stavba je znana po svojem velikem 'loku', ki je bil prvi v zgodovini arhitekture. Debelina obokane strehe je od 15 do 20 cm. To je edini velik lok, ki ga podpirata samo dve konici, medtem ko se zdi, da je konica viseča in kljubuje gravitaciji. Silhueta avditorija, gledana z morja, spominja na Sydneyjsko opero v Avstraliji. Izraz Sydney Atlantika se je začel nanašati na mesto Santa Cruz de Tenerife.

### Zunanji prostori
- Trade Winds Plaza: 16.289 m²
- Atlantska terasa: 400 m²
- Mestna terasa: 350 m²

### Notranji prostori
- Simfonična dvorana
- Komorana dvorana
- dvorana
- Galerije Pristanišče in Grad

### Razsvetljava
Stavba je ponoči običajno osvetljena v svetlo beli barvi, vendar se ob posebnih priložnostih uporablja bolj barvita osvetlitev. Na primer, ob novem letu 2007–2008 je bila dvorana osvetljena v beli in rumeni barvi, na eno krilo stavbe pa je bila projicirana ura, ki je označevala čas. Leta 2008 je bil osvetljen v zeleni barvi v počastitev 30-letnice Transportes interurbanos de Tenerife, S.A. (TITSA).
Ob svetovnem dnevu sladkorne bolezni je dvorana osvetljena modro, posebna razsvetljava pa je uporabljena tudi med letno podelitvijo nagrad Cadena Dial. Avditorij sodeluje tudi pri Uri za Zemljo, kampanji proti podnebnim spremembam, v kateri se velike zgradbe za eno uro zatemnijo, da bi opozorili na vzrok.
Tudi ko v avditoriju poteka nacionalna ali mednarodna konvencija, so na jamborih, ki so poleg stavbe, postavljene državne zastave sodelujočih držav (npr. ob priložnosti Svetovnega foruma o strategiji pristanišč), postavljeni so tudi transparenti z logotipi podjetij. sponzoriranje teh forumov.

## Uporaba

### Kulturne predstave
Avditorij gosti različne glasbene predstave, kot so Tenerife Danza, Atlantic Jazz, World Music in Great Performers, poleg gostovanja Orquesta Sinfónica de Tenerife, Tenerife Opera Festival in skupaj z Teatrom Pérez Galdós v Las Palmas de Gran Canaria, srečanja za glasbeni festival Kanarskih otokov (Festival de Música de Canarias).

### Dogodki
Avditorij je zasnovan za konference, predstavitve izdelkov in kongrese. Stavba avditorija in okolica se promovirata tudi kot lokacija za snemanje oglasov.
Območje okoli avditorija se uporablja tudi za dan oboroženih sil v mesecu maju, kjer so najboljši kosi artilerije izpostavljeni ob vznožju stavbe kot »velik vojaški muzej na prostem«. Med praznovanjem dneva Kanarskih otokov (30. maj) Tenerife Auditorium gosti podelitev nagrad Canary in zlate medalje regije. To dejanje ima prisotnost predsednika Kanarskih otokov in največje regionalne oblasti ter lokalni otok.
Septembra 2014 je v okviru mednarodnega festivala Starmus avditorij obiskal Stephen Hawking, ki je veljal za najslavnejšega znanstvenika na svetu.

### Gala de los Premios de la Cadena Dial
Uradne nagrade Cadena Dial Awards potekajo v avditoriju Tenerife od leta 2006 do 2013. Gala dogodek združuje različne nacionalne in mednarodne latino pevce, vključno z Lauro Pausini, Chayanne, Amaral, Amaio Montero, Erosom Ramazzottijem, Beatriz Luengo, Camilo, Estopa, Luis Fonsi, Tiziano Ferro, Manolo Garcia, Melocos, Melendi, La Oreja de Van Gogh, Pitingo, Rosario in Sergio Dalma. Nagrade so podelili znani obrazi iz šovbiznisa, televizije in radia: Paz Vega, Santi Millán, Fernando Tejero, Marta Torné, José Mari Manzanares, Elena Rivera, Jose Ramon de la Morena, Pablo Motos in Gemma Nierga. Eden od edinstvenih dogodkov na tem gala je sprehod pevca, zelena preproga, postavljena ob vznožju avditorija.
Nagrade segajo čez Atlantik prek radijske mreže Union Radio Kiss Radio v Kolumbiji, Mehiki, Čilu in Kostariki, Continental Radio v Argentini ter 40 najboljših postaj v Panami, Argentini, Gvatemali in Ekvadorju. Poleg tega gala predvajata TV Canaria in Cuatro TV.

## Kritika
Stavba je bila kritizirana iz več razlogov, vključno z lokacijo, različnimi strukturnimi težavami, povečanjem proračuna in domnevno kršitvijo varnostnih pravil.
Kljub tej kritiki stavba zdaj velja za simbol Santa Cruz de Tenerife in značilen simbol mesta in otoka. Je tudi pomembna turistična atrakcija.

## V popularni kulturi
- V filmu Rambo: Zadnja kri iz leta 2019 je Auditorio de Tenerife viden v panoramskih posnetkih.[16]
- Avditorij je bil uporabljen kot prizorišče 12. epizode serije Doctor Who "Orphan 55", ki je bila predvajana 12. januarja 2020. Stavba je bila v zgodbi uporabljena kot oddaljeno počitniško zdravilišče, ki se ob koncu epizode izkaže za zgrajena na uničeni, radioaktivni in brez kisika Zemlji po uničujoči svetovni jedrski vojni. V epizodi naj bi bilo zdravilišče nekje blizu ruskega mesta Novosibirsk.[17]
- Del videospota za pesem Blasa Cantója Universo, španskega nastopa na Pesmi Evrovizije 2020, je bil posnet v avditoriju.[18]
- Stavba je bila predstavljena v oddaji How Did They Build That? kanala Smithsonian Channel. epizoda "Operne hiše" leta 2021.
- Serija The One (2021) je prizore snemala v avditoriju.[19]
- Serija Foundation (2021) je posnela prizore okoli avditorija.
- V španski seriji Una hora menos iz leta 2024 se pojavi Tenerife Auditorium in več drugih simboličnih krajev v Santa Cruz de Tenerife in na otoku.